# Сиво агути
Сивите агути (Dasyprocta fuliginosa), наричани също опушени агути, са вид дребни бозайници от семейство Агутови (Dasyproctidae).
Срещат се в северозападната част на Амазонската екваториална гора. Цветът им е черен с бяло петно на гърлото и достигат маса 3,5 до 6 килограма. Активни са през деня и се хранят със семена и плодове.